# Claudio da Passano
Claudio da Passano Gallo (Buenos Aires, 12 de maio de 1957 – Buenos Aires, 25 de janeiro de 2023) foi um ator argentino. Filho dos atores Camilo da Passano e María Rosa Gallo, e irmão da atriz Alejandra da Passano.

## Biografia
Nascido em Buenos Aires, capital da Argentina, Passano nasceu em uma filha de artistas, sendo filho dos atores Camilo da Passano e María Rosa Gallo, e sendo irmão da também atriz Alejandra da Passano.
Claudio iniciou sua formação profissional tendo aulas de atuação com atores como María Esther Fernández, Agustín Alezzo e Joy Morris, onde fez cursos e seminários em outras disciplinas, como palhaço, esgrima, técnicas vocais, linguagem corporal e tocou instrumentos musicais como piano, bateria e clarinete.
Estreou no teatro no ano de 1983, onde desenvolveu uma extensa carreira, tanto em produções independentes como no circuito comercial. Foi fundador e integrante do grupo de teatro independente La Banda de la Risa, com o qual se apresentou diversas vezes na Argentina e no exterior. Com a peça I Pagliacci ganharam o prêmio ACE de melhor comédia. Envolveu-se no sindicalismo, sendo sindicalizado na Associação Argentina dos Atores desde 1985.
Foi vencedor de um prêmio ACE em 2019, por sua atuação na peça Hamlet, de William Shakespeare, no papel de Polónio. No ano de 2021, a Fundação Konex concedeu a Claudio, o prêmio de Ator de Teatro para o período de 2011-2020, mesmo prêmio que foi concedido a sua mãe, María Rosa, na categoria de Atriz de Teatro entre o período de 1981-1991.

### Morte
Claudio morreu sessenta e cinco anos de idade, em 25 de janeiro de 2023. A morte de Claudio aconteceu um dia após o filme Argentina, 1985, que Claudio teve um papel de destaque ao interpretar o dramaturgo Carlos Somigliana, ser indicado ao Oscar 2023 na categoria de melhor filme internacional. A morte foi confirmada pelo sindicato dos atores da Argentina e a causa da morte não foi divulgada.
O ator Ricardo Darín, que protagonizou Argentina, 1985, lamentou a morte do amigo em sua conta no Twitter, “Caro Cláudio, como suportar a tristeza de ter que se despedir de você tão cedo? Espero que a emoção de celebrar nosso trabalho te acompanhe nessa viagem... Estou arrasado e grato por ter te conhecido, grande companheiro! Até que nos encontremos novamente, meu abraço”.
Seu corpo foi enterrado no Cemitério de Chacarita, em Buenos Aires, e a cerimônia contou com a presença de colegas como Alejandra Flechner e Joaquín Furriel.

## Filmografia

### Cinema
| Ano  | Filme                                                     | Personagem               |
| ---- | --------------------------------------------------------- | ------------------------ |
| 1981 | Abierto día y noche                                       |                          |
| 1984 | Atrapadas                                                 |                          |
| 1986 | Chechechela, una chica de barrio                          |                          |
| 1987 | Vínculos                                                  | Frana                    |
| 1988 | Paraíso relax                                             |                          |
| 1991 | Delito de corrupción                                      |                          |
| 1992 | ¿Dónde estás, amor de mi vida, que no te puedo encontrar? | Testemunha               |
| 2003 | Um hijo genial                                            |                          |
| 2005 | Papá se volvió loco                                       | Comandante               |
| 2006 | Nuevo mundo                                               |                          |
| 2007 | La loma... no todo es lo que aparenta                     | Horácio Riva             |
| 2007 | Martín Fierro: la película                                |                          |
| 2017 | Barrefondo                                                |                          |
| 2021 | Yo nena, yo princesa                                      | Segurança da Casa Rosada |
| 2022 | Argentina, 1985                                           | Carlos Somigliana        |

### Televisão
| Ano  | Trabalho             | Personagem           | Observações   |
| ---- | -------------------- | -------------------- | ------------- |
| 1986 | Amor prohibido       |                      | 1 capítulo    |
| 1988 | Requetepillos        |                      |               |
| 1992 | Corazones de fuego   | Dr. Pazano           | 68 episódios  |
| 1995 | CyberSix             |                      | 8 episódios   |
| 1995 | Poliladron           |                      |               |
| 1997 | Chiquititas          | Raúl                 | 2 capítulos   |
| 2004 | Frecuencia 04        | Ovidio               | 3 episódios   |
| 2004 | Los secretos de papá | José                 | 151 episódios |
| 2017 | El jardín de bronce  | Oficial Marcos Silva |               |
| 2021 | El Tigre Verón       | Sergio               |               |
| 2022 | Limbo                | Antonio García       |               |

### Teatro
- Los hijos se han dormido
- A Gaivota
- Jettatore
- Huellas de tinta (las marcas de un Siglo)
- Perla
- Todos los grandes gobiernos han evitado el teatro íntimo
- Entre bueyes no hay cornadas
- El retrato del pibe
- El Fausto o rajemos que viene Mefisto
- La noche canta sus canciones
- Derrame
- El día que Nietzsche lloró
- Orejitas perfumadas
- La resistible ascensión de Arturo Ui
- Sinvergüenzas
- El himno
- Um Inimigo do Povo
- Pingüinos
- Las visiones de Simone Machard
- Memoria del infierno
- Martín Fierro
- Invisibles
- Los Faustos
- Romeu e Julieta
- Terrenal - Pequeño misterio ácrata
- Hamlet
- El río en mi
- Toc toc